# Stabilimento FCA di Cassino
Lo stabilimento Stellantis di Cassino è una fabbrica del gruppo Stellantis (precedentemente FCA) situata nel comune di Piedimonte San Germano, a tre chilometri da Cassino, in provincia di Frosinone. L'impianto fu costruito nel 1972, ingrandendosi negli anni fino a raggiungere gli attuali due milioni di metri quadrati, di cui 400.000 coperti.
Nel tempo, sono state prodotte oltre 7 milioni di vetture per i marchi FIAT, Lancia e Alfa Romeo. Qui sono state costruite automobili come la Fiat Ritmo, la Fiat Tipo, la Lancia Delta (844) e l'Alfa Romeo Giulietta (940); dal 2016 vengono prodotte le Alfa Romeo Giulia (952) e Stelvio oltre alla Maserati Grecale.

## Storia
Nel 1972 nasce alle porte di Cassino un grande stabilimento per costruire la Fiat 126. Ad essa, si affiancherà di li a poco nell'impianto la linea della Fiat 131, nata nel 1974 ed uscita di produzione nel 1983. Seguita dalla Fiat Ritmo, nuova media compatta degli italiani. È il 1978, l'anno in cui nello stabilimento Fiat di Rivalta, e parallelamente anche a Cassino, viene installato il Robogate Comau, sistema altamente automatizzato che alleggerisce e velocizza il lavoro degli operatori del reparto di lastratura. Nel breve, la fabbrica registra un incremento delle attività, e cinque anni più tardi prende avvio nell'impianto la produzione di una nuova vettura: la Fiat Regata.
In poco più di dieci anni, l'azienda si radica nel territorio, occupando molte persone del luogo. Intanto; nel 1988, viene avviata a Cassino la linea di assemblaggio della Fiat Tipo. La vettura ha una carrozzeria completamente zincata e l'uso del nuovo materiale impone l'ammodernamento degli impianti. La Tipo registrerà sin da subito un buon successo di vendite, tale da far aumentare la produzione dello stabilimento fino a mille auto al giorno.
Un anno dopo, entra in produzione a Cassino la Fiat Tempra (in tre versioni: berlina, wagon e van denominata Marengo) che utilizza motori, pianali, portiere, sospensioni e molti altri componenti della Tipo. La fabbricazione di questi modelli sarà sostituita, fra il 1995 e il 1996, da una nuova famiglia di auto del Gruppo Fiat: Bravo, Brava, Marea e dalla nuova versione Marengo furgonetta.
Con il nuovo millennio, lo stabilimento di Cassino vive una profonda fase di ristrutturazione, attraverso lo smantellamento delle vecchie linee di produzione che lasciano spazio a quelle della Fiat Stilo, concepita nelle varianti berlina 3 e 5 porte. La fabbrica registra un ennesimo salto tecnologico, mandando in pensione nel 2001 il Robogate, sostituito dal sistema Open Gate, che offre maggior efficienza e precisione nella saldatura delle fiancate. La capacità produttiva dell'impianto sale a 250.000 vetture l'anno, nonostante le vendite sottotono della Stilo, proposta nel 2003 pure nella sua versione derivata Multiwagon.
Dal 2007, entra in produzione la nuova Fiat Bravo, destinata a rimpiazzare la Stilo. Mentre, nel 2008, termina l'assemblaggio della Stilo Multiwagon, già affiancata nel corso del 2005 dal modello Fiat Croma. Alle quali si accosterà ben presto la Lancia Delta, che esce di produzione nel 2014, e dell'Alfa Romeo Giulietta, basata sulla medesima piattaforma Compact.
A giugno 2016, con l'entrata a pieno regime della catena destinata alla nuova Alfa Romeo Giulia, lo stabilimento FCA di Cassino viene ufficialmente ribattezzato stabilimento Alfa Romeo di Cassino e nel novembre del 2016 viene avviata nell’impianto anche la produzione del SUV Alfa Romeo Stelvio, basato sulla medesima piattaforma denominata Giorgio della Giulia.

## Automobili prodotte

### Auto in produzione
| Foto | Marca      | Modello      | Inizio produzione |
| ---- | ---------- | ------------ | ----------------- |
|      | Alfa Romeo | Giulia (952) | 2016              |
|      | Alfa Romeo | Stelvio      | 2016              |
|      | Maserati   | Grecale      | 2022              |

### Auto fuori produzione
| Foto | Marca      | Modello              | Inizio produzione | Fine produzione |
| ---- | ---------- | -------------------- | ----------------- | --------------- |
|      | Fiat       | 126                  | 1972              | 1978            |
|      | Fiat       | 131                  | 1974              | 1983            |
|      | Fiat       | Ritmo                | 1978              | 1988            |
|      | Fiat       | Regata               | 1983              | 1990            |
|      | Fiat       | Regata Weekend       | 1984              | 1990            |
|      | Fiat       | Tipo                 | 1988              | 1995            |
|      | Fiat       | Tempra               | 1990              | 1996            |
|      | Fiat       | Tempra station wagon | 1990              | 1996            |
|      | Fiat       | Bravo                | 1995              | 2001            |
|      | Fiat       | Brava                | 1995              | 2001            |
|      | Fiat       | Marea                | 1999              | 2003            |
|      | Fiat       | Marea Weekend        | 1999              | 2003            |
|      | Fiat       | Stilo 3 porte        | 2001              | 2006            |
|      | Fiat       | Stilo 5 porte        | 2001              | 2006            |
|      | Fiat       | Stilo Multiwagon     | 2003              | 2008            |
|      | Fiat       | Croma (194)          | 2005              | 2010            |
|      | Fiat       | Bravo (198)          | 2007              | 2014            |
|      | Lancia     | Delta (844)          | 2008              | 2014            |
|      | Alfa Romeo | Giulietta (940)      | 2010              | 2020            |

## Ammodernamento e trasformazione in "Stabilimento Alfa Romeo"
Il 2016 è l'anno della svolta per Cassino, che diventa stabilimento Alfa Romeo. La nuova gestione è ispirata dal rispetto per l'ambiente e la sostenibilità sociale. Alla base di questo cambiamento vi è il Change Management, che ha trasformato Cassino in un “World Class Sustainable plant”. Il Change management è stato ottenuto attraverso iniziative di formazione nella WCM Academy, nelle Aree Training e nelle Scuole di mestiere dove ogni dipendente ha potuto apprendere e poi mettere in pratica le procedure. Tutto ciò è stato innescato dal riposizionamento del Brand Alfa Romeo nel settore di mercato Premium, andando a interessare tutti i processi industriali.

### Stampaggio
Utilizza due tecniche, quella tradizionale “a freddo” e quella “a caldo”. Il processo “a freddo” è tra i più produttivi esistenti, con 16 colpi al minuto. Quello “a caldo” si basa sul principio che, a parità di peso, un prodotto sia più resistente. Il polo presse di Cassino serve i principali stabilimenti FCA in EMEA e LATAM.

### Lastratura
È il reparto più automatizzato dello stabilimento, con quasi 1300 robot. Qui, è molto visibile l'impatto che i nuovi materiali utilizzati per le vetture hanno sulle tecnologie di saldatura. Ora ci sono tecniche che consentono di unire pezzi di leghe leggere di alluminio con parti in acciaio. Cosa impossibile, un tempo, con la tradizionale saldatura a punti.

### Verniciatura
Impiega sistemi a basso consumo energetico e a basso impatto ambientale, quasi senza impiego di acqua. Cassino, infatti, è tra i primi stabilimenti al mondo ad adottare il Dry Scrubber Primer Booth, un impianto con tecnologia a secco per la stesura della mano di fondo. Questo significa che la vernice spruzzata in eccesso non è lavata via con l’acqua, come avviene negli impianti tradizionali, ma aspirata con un flusso d'aria e raccolta in speciali filtri di cartone, gli E-cube di Eisenmann. I filtri usati, sono recuperati da società specializzate. Il risultato si traduce in minori scarti, meno energia impiegata e zero o niente acqua usata. Quella poca utilizzata è raccolta, depurata e riutilizzata.
Il processo di cataforesi, invece, si avvale dell'innovativo sistema E-Shuttle prodotto da Eisenmann, che prevede l'immersione e il rovesciamento della scocca nel bagno di trattamento. Questa tecnologia migliora la qualità del liquido protettivo che riesce a coprire le fessure del telaio ed è ideale anche per carrozzerie in alluminio. Il sistema, inoltre, impiega vasche più piccole, riducendo la quantità di acqua necessaria e il consumo di energia.

### Plastiche
L'unità plastiche è entrata a far parte del plant nel 2014 e gestisce tutti i principali processi tecnologici produttivi per materiali plastici: cioè stampaggio, soffiaggio, verniciatura, termoformatura, schiumatura e assemblaggio. Qui si costruiscono i paraurti anteriori e posteriori, i gusci plancia, il mobiletto tunnel e serbatoio, non solo per Cassino ma anche per altri stabilimenti FCA.

### Montaggio
Sulle due linee del Montaggio, una dedicata ad Alfa Romeo Giulietta e l'altra a Giulia, è molto importante il lavoro manuale. Per questo, sono state introdotte postazioni di lavoro pensate per ridurre la fatica e migliorare l’ergonomia. Un esempio sono le speciali pedane adattative che regolano automaticamente l’altezza della postazione di lavoro in base alle caratteristiche antropometriche della persona.

### WCM
Il World Class Manufacturing (WCM) è il programma di miglioramento continuo adottato negli stabilimenti FCA in ogni parte del mondo che punta alla maggiore efficienza degli impianti attraverso l'eliminazione degli sprechi, la partecipazione del personale e il raggiungimento di elevati standard qualitativi. Qualità del prodotto, sicurezza del lavoro e rispetto dell'ambiente sono i suoi principali pilastri. Il WCM è stato introdotto a Cassino nel 2005: appena tre anni dopo ha raggiunto il livello Bronzo e nel 2009, l’Argento. Il WCM è centrale a Cassino, in particolare per la gestione dei posti di lavoro, in termini di ergonomia, sicurezza, automazione.

### WPI
La Work Place Integration (WPI), introdotta a Cassino con la Giulia, è il sistema impiegato per realizzare le postazioni di lavoro secondo gli standard più ergonomici. Ogni singolo posto è stato progettato e realizzato con il contributo e l’esperienza delle persone. Questo ha significato, per esempio, che sulla linea di Montaggio, area in cui è più alta l'incidenza di lavoro manuale, sono stati introdotti numerosi e positivi cambiamenti.

### Ecosostenibilità ambientale
Lo stabilimento di Cassino si caratterizza per l'attenzione allo sfruttamento delle risorse naturali, il che ha permesso di ottenere risultati ragguardevoli. Le tecnologie impiegate hanno l'obiettivo di eliminare l’acqua sottratta alle risorse idriche locali per il processo industriale, compensare interamente le emissioni di CO2 nell'intero ciclo produttivo e non inviare nessun rifiuto industriale in discarica. In lastratura e Montaggio si riutilizza più volte la stessa acqua e in Verniciatura, nelle cabine di applicazione del fondo, è stata eliminata, sostituendola con filtri a secco. Anche l'uso di energia è al minimo, perché si sfruttano le tecnologie più avanzate come le lampade a LED o il recupero termico di energia. Lo stabilimento, inoltre, usa solo energia elettrica da fonti rinnovabili garantite, o prodotta dai pannelli solari.
Anche la CO2 che si produce con la combustione del metano impiegato per usi industriali è compensata acquistando crediti dal mercato internazionale.